# Tetchō Suehiro
Tetchō Suehiro (末広 鐵腸 Suehiro Tetchō?,  Uwajima, 15 de marzo de 1849 - 5 de febrero de 1896) fue un novelista, periodista y político antigubernamental japonés. Fue miembro de la Cámara de Representantes, así como también de la Dieta de Japón.

## Biografía
Suehiro nació el 15 de marzo de 1849 en la ciudad de Uwajima, prefectura de Ehime (antiguamente la provincia de Iyo), en el seno de una familia samurái. Su padre, Teisuke, era contador. En 1860, Suehiro comenzó sus estudios en una escuela tradicional local y, desde 1869, comenzó a trabajar como profesor en dicha escuela. En 1870, se trasladó a Tokio, donde estudió en la yangmingism (una de las principales escuelas filosóficas del neoconfucionismo), bajo la tutela de Kasuga Senan.
Suehiro trabajó para el Ministerio de Finanzas durante seis años antes de entrar en el negocio de los periódicos. Fue encarcelado dos veces por desafiar las leyes de prensa libre existentes y fue esencial en la formación del primer partido político nacional. Su estilo de escritura variaba entre novelas políticas y ciencia ficción. Una de sus obras más conocidas, Setchūbai (Flores de cerezo en la nieve), fue publicada en 1886. En 1890, fue elegido en las primeras elecciones nacionales, pero luego fue expulsado porque abandonó el Partido Liberal. Suehiro murió el 5 de febrero de 1896 de cáncer de lengua y fue enterrado en Ehime.